# 노래에 반하다
《노래에 반하다》는 tvN, XtvN에서 방송중인 텔레비전 프로그램이다.

## 방송 개요
서로의 모습을 보지 못한 채 목소리만으로 교감하던 남녀가 듀엣 공연에서 처음 서로의 모습을 확인, 매칭에 성공한 커플끼리의 듀엣 공연을 통해 최고의 커플을 가리는 블라인드 듀엣 로맨스 프로그램.

## 방송 시간
| 방송 채널 | 방송 기간                         | 방송 시간            | 비고 |
| tvN, XtvN |                                   |                      |      |
| --------- | --------------------------------- | -------------------- | ---- |
| tvN, XtvN | 2019년 9월 20일 ~ 2019년 11월 8일 | 금요일 오후 7시 40분 |      |

## 출연자
- 규현
- 윤상
- 성시경
- 거미

## 시청률

### 2019년
| 회차 | 방송일    | AGB 시청률     |
| 회차 | 방송일    | 대한민국(전국) |
| ---- | --------- | -------------- |
| 1    | 9월 20일  | 1.5%           |
| 2    | 9월 27일  | %              |
| 3    | 10월 4일  | %              |
| 4    | 10월 11일 | %              |
| 5    | 10월 18일 | %              |